# Hans Tibulski
Hans Tibulski (Alemania, 11 de febrero de 1909 † 25 de agosto de 1976) fue un futbolista alemán. Se desempeñaba en posición de delantero.

## Selección nacional
Fue internacional con la Selección de fútbol de Alemania en una ocasión en 1931.

## Clubes
| Club          | País     | Año         |
| ------------- | -------- | ----------- |
| FC Schalke 04 | Alemania | 1929 - 1933 |
| Werder Bremen | Alemania | 1933 - 1946 |